# حفصة بنت الحاج
حفصة بنت الحاج الركونية (1135-1191) وتعرف أيضاً باسم حفصة الركونية الأندلسية هي شاعرة انفردت في عصرها بالتفوق في الأدب والظرف والحسن وسرعة الخاطر بالشعر.
يذكر المقري أنها كانت جميلة ذات حسب ومال، ويذكر ابن دحية أنها كانت من أشراف بلدتها غرناطة، وتوفيت في مراكش سنة 586هـ.
وحفصة في غرناطة على زمانها مثل ولادة في قرطبة على زمانها أيضاً، بل إن حفصة أشعر، وهي في غزلها أكثر جرأة في الهجوم على معاني العشق والإثارة والغيرة، وقد ارتبطت حفصة بالوزير الشاعر الكاتب أبي جعفر أحمد بن سعيد وزير بني عبد المؤمن، ولسوء الحظ صادف ابن سعيد منافساً في حبه حفصة، وهو الملك نفسه أبو سعيد عثمان بن عبد المؤمن بن علي الذي كان يلقب بأمير المؤمنين، حيث كان أهلا لهذه المنافسة من حيث السلطة والقوة، فما زال الملك العاشق بابن سعيد حتى تلمس له اسباباً مفتعلة وقتله.
لقد ترعرعت حفصة في أكناف غرناطة الجميلة، وكانت حفصة على أدب وفضل وحسب، فاختيرت مؤدبة لنساء بني عبد المؤمن الذين املكوا غرناطة على عهد مروان بن سعيد والد أبي جعفر.
وكانت حفصة إلى أدبها وعلمها وجمالها تستطيع أن تقول شعراً جيداً عن طريق الارتجال، فقد صادفت عبد المؤمن بن علي في القصر، حيث كانت تعمل مؤدبة لنسائه على ما ذكرنا فارتجلت بين يديه:
وهي في ذلك تشير إلى شعار دولة الموحدين، فقد كانت العلامة السلطانية أن يكتب السلطان بخط غليظ في أعلى المنشور «الحمدُ لِله وَحده».
ولا شك أنها بديهة حاضرة وخاطرة مجيبة تلك التي تسعف الشاعرة الذكية بهذه الأبيات الني ردد محتواها ابن مرج الكحل الشاعر بعد ذلك بقرن من الزمان في مدحه السلطان الناصر حفيد عبد المؤمن بن علي في قوله:
ولعلنا نلاحظ الفرق الكبير في رونق الصياغة بين الشاعرة والشاعر، فعلى الرغم من ان حفصة ارتجلت أبياتها فإنها تبدو أرق وألطف من أبيات ابن مرج الكحل.
وكان في حفصة لطف وخفة روح وصفاء بديهة، لقد كانت لشهرتها يستوقفها بعض الناس ويطلبون منها تسطير شيء من شعرها على أوراق يحملونها وذلك على سبيل التذكرة، تماماً كما يحدث في أيمانا هذه مع بعض المشهورين من ساسة وفنانين، لقد أرسلت اليها سيدة من أعيان غرناطة أن تكتب لها شيئاً بخطها، فبعثت إليها بهذين البيتين:
وفي تاريخ وفاتها فقد ذكر صاحب كتاب صلة الصلة أنها توفيت بحضرة مراكش في آخر سنة ثمانين أول سنة إحدى وثمانين وخمسمائة هجرية.

## قالوا عنها
- وصفها لسان الدين بن الخطيب بالظرف والأدب فريدة الزمان في الحسن.
- قال أبو القاسم: «كانت أديبة تبيلة، جيدة الشعر سريعة البديهة» صلة الصلة لأبي جعفر أحمد بن إبراهيم بن الزبير الثقفي الغرناطي، (5/313). 628ه-708 تحقيق الدكتور عبد السلام  الهراس- سعيد أعراب 1416
- وورد في الأعلام للزركلي:«بأنها شاعرة انفردت في عصرها بالتفوق في الأدب والظرف والحسن، وسرعة الخاطر بالشعر» الإعلام للزركلي الدهان عبد السلام، (1/265)، الطبعة: 14، 199 دار العلم للملايين
- قال عنها ابن بشكوال في «الصلة»: «إنها أستاذة وقتها».
- قال عنها العباس ابن إبراهيم "الشاعرة الأديبة المشهورة بالحسب والمال
- فقد كان عبد المومن «يسمع عنها وعما توصف به من الجمال الباهر والأدب الظاهر...»، يقول صاحب الإعلام.

## قصائدها
يُشير «ديوان حفصة الركونية» إلى قصائدها التالية:
- «أَغارُ عليكَ من عيني ومنّي»
- «أَزوركَ أَم تزور فإنّ قلبي»
- «يا ربّة الحسنِ بل يا ربّة الكرم»
- «يا سيّد الناسِ يا من»
- «ثنائي على تلكَ الثنايا لأنّني»
- «هدّدوني من أجلِ لبس الحداد»
- «سَلوا البارقَ الخفّاق والليل ساكن»
- «يا مدّعي في هوى الحُس»
- «زائرٌ قَد أتى بجيد الغزال»
- «سلام يفتحُ في زهرهِ ال»
- «ولو لم يكن نجماً لما كان ناظري»
- «يا أظرفَ الناسِ قبل حال»
- «سار شِعري لك عنّي زائراً»
- «لعمركَ ما سرّ الرياض بوصلنا»
- «قُل للّذي خلّصنا»
- «يا ذا العُلا واِبن الخلي»
- «رأستَ فَما زالَ العداة بظُلمهم»

## حفصة والوزير
كان أرق شعر حفصة وأكثره جرأة هو ما قالته غزلاً في أبي جعفر ابن سعيد العنسي الوزير الشاعر أو ما أنشأته في مقام المساجلة معه، ولم تخرج معانيها في ذلك كله عن إطار الغزل الذي يتأرجح بين الاعتدال تارة والشطط تارات أخرى.
يتولى أبو جعفر الوزارة، فتكتب إليه مهنئة بأبيات من الشعر العذب قائلة:
وتبدأ حفصة غزلها في الوزير أبي جعفر في ثوب من الاحتشام وقد بدت عواطفها وكأنها شيء غير مخصوص بأحد بعينه فتقول هذا اللون الخفيف في الشعر:
وتكثر اللقاءات بين حفصة وأبي جعفر ويلتقيان مرة في بستان «حور مؤمل» حيث الروض والماء والأنسام والأطيار تصنع جنة لنفسها وللعاشقين، ويحين وقت انصراف كل منهما إلى حيث يقيم، فيوحي اللقاء إلى الوزير الشاعر بهذه الابيات:
ويرسل أبو جعفر بهذه الأبيات الرقيقة المتفائلة المرحة إلى حفصة، فتجيبها على عادتهما في التراسل شعراً، ولكن نظرتها إلى الرياض الكاسية، والمياه الجارية، والأطيار الصادحة، والنجوم المنورة، تختلف تماماً عن نظرة الوزير العاشق المرح، ومن ثم فإنها ترد عليه بأبيات تحمل هذه المعاني المتشائمة، النابع تشاؤمها من الغيرة وخوف الحسد:
في حفصة جرأة على الغزل ونهم إلى الحب يدفع بها إلى الغيرة ثم ينتقل بها من مرحلة الغيرة إلى مرحلة الأثرة والأنانية، إنها تغار من كل شيء على صاحبها، من المرئي وغير المرئي، ومن المادة والمعنى، من الزمان والمكان، إنها طبيعة المرأة العاشقة تتمثل في حفصة أكثر مما تتمثل في طبيعة المرأة الشاعرة، بل لعلنا نقول إن مظهر العشق والشعر قد اجتمعا وتصارعا وتساجلا في نفس حفصة فأنتصر مظهر العاشقين وتصرفهم على رفاهة الشعراء وتفننهم.
ودليلنا على ذلك أن هذا المعنى نفسه قد طرقته أم الكرم بنت صمادح وكانت أكثر شاعرات زمانها جرأة على الغزل- قبل وقتنا هذا الذي تؤرخ له بقرنين- لقد قالت أم الكرم:

| ألاّ ليتَ شعريِ هل سبيلٌ لخلوةُ...... يُنزّهُ عنها سمعَ كُل مُراقبٍ    |
| ويا عجباً أشتاقُ خلوةَ من إذا.....ومثواهُ مابيْنَ الحثا والترائبُ |

لقد سبق القول أن هذه معان جريئة في ميدان غزل المرأة، ولكن حفصة كانت أكثر جرأة وأرضخ إفصاحاً وأوسع اندفاعا.وفي حب أبي جعفر تفقد حفصة دلال المرأة وكبرياءها، فالمرأة مهما لج بها العشق ومهما صنعت بها الصبابة، فإنه يجمل بها، ولو من باب المراعاة لجنسها أن تخفي بعض ماتجد وأن تكون مطلوبة لا طالبة ومرغوبة لا راغبة، وأن تتظاهر بكونها معشوقة لا عاشقة، ولكن حفصة تضرب بكل ذلك عرض الحائط، ويستبد بها الشوق إلى صاحبها، وربما لم يكن مضى على فراقهما وقت طويل، فتبعث إليه بهذه الأبيات:
أَزوركَ أَم تزور فإنّ قلبي............إِلى ما تشتهي أبداً يميلُ
وَقد أمّلت أن تظمى وتضحى.............إِذا وافى إليك بيَ المقيلُ
فَثَغري مورد عذب زلال............... وَفرع ذُؤابتي ظلٌّ ظليلُ
فَعجّل بالجوابِ فما جميل...........إباؤك عَن بثينة يا جميلُ
إن الشاعرة العاشقة جريئة في طرق باب معشوقها والسعيّ إليه، يقول أبو جعفر" أقسم مارأيت ولا سمعت مثل حفصة، ومن بعض ما أجعله دليلا على تصديق عزمي وبّر قسمي أني كنت يوما في منزلي مع من يجب أن يّحلى معه من الأجواد الكرام على راحة سمحت بها غفلات الإيام، فلم نشعر إلا بالباب يضرب، فخرجت جارية تنظر من الضارب، فوجدت أمرأة، فقالت لها: ماذا تريدين، فقالت أدفعي إلى سيدك هذه الرقعة، فجاءت برقعة فيها:
زائرُ قد أتى بجيد الغزّال – الأبيات.
فعلمّتُ أنها حفصة، فقمت مبادراً للباب، وقابلتها بما يقابل به من يشفع له حسنه وآدابة والغرام به وتفضله بالزيارة دون طلب في وقت الرغبة في الأنس به ".
لقد كان أبو جعفر على حبه الشديد لحفصة في نهاية من الاتزان قولا وسلوكا، وكانت هي في منتهى الرعونة قولا وسلوكاً، إن غزلها بالرجل قد فاق غزل الرجال بالنساء، هذا بغض النظر عن أشكال الإثارة التي تضمنتها رسائلها الشعرية إلى صاحبها، وإي شاعرة أنُثى تفوق حفصة في قولها الغزل.
إننا نكاد نتمثل قصة ولادة وابن زيدون ونحن نستعرض صلة حفصة وأبي جعفر، ولكن بصورة عكسية، لقد علا صوت حفصة بحب أبي جعفر، وذاع شعرها فيه، ذلك الشعر الجديد في معدنه، والجريء في نوعه، الرقيق في صوغه، المرصع ببديعه، ولكننا أمام صنعة لم تفسد رونقه، وبديع لم يعكر رائقه، وأما المعاني فهي غير جديدة على ألسنة الشعراء ولكنها جديدة جريئة على ألسنة الشاعرات.
لقد كان أبو جعفر ملكا يجلس على عرش قلب حفصة، وكان هناك ملك آخر يجلس على عرش الحكم ويطمع في عرش ذلك القلب، فلم يفلح في أحلامه، فلم يكن يملك مؤهلات تبهر قلب الشاعرة، فاستغل سلطانه وأزاح منافسه من أمامه قتلا، وهناك بيتان لحفصة ماإخالهما إلا وقد صدرا عنها رثاء للوزير الشاعر الرقيق، العاشق والمعشوق:
ولو لم تكن نجماً لما كان ناظري.......... وقد غبت عنه مظلماً بعد نوره
سلام على تلك المحاسن من شج............... تناءت بنعماه وطيب سروره
ومن الشعار التي تتغزل فيها باي جعفر قولها:
أغار عليك من عيني رقيبي.............. ومنك ومن زمانك والمكان
ولو أني خبأتك في عيوني................ إلى يوم القيامة ما كفاني
وقولها:
ثنائي على تلك الثنايا لأنني.......... أقول على علم وأنطق عن خبر
وانصفها لا اكذب الله إنني............ رشفت بها ريقاً ألذ من الخمر
ولما ارادت الدخول عليه من إحدى المرات قالت:
زائرا قد اتي بجيد الغزال.............. مطلع تحت جنحه للهلال
بلحاظ من سحر بايل صيغت.......... ورضاب يفوق بنت الدوالي
يفضح الورد ما حوى منه خبر........... وكذا الثغر فاضح للالئ
ما نرى في دخوله بعد اذن................... أو تراه لعارض في انفصال
الا ان أمير غرناطة الموحدي أبو سعيد عثمان بن عبد المؤمن قد طمع في حبها وحاول التقرب منها فلم يفلح اضطر إلى قتل حبيبها أبا جعفر لعله يخلو له قلبها عام \ 559 هـجرية – وقيل هو الأمير عبد الرحمن بن علي امير دولة الموحدين ومن أجل ذلك حزنت عليه حفصة حزنا كثيرا وجاهرت برثائه والبكاء عليه ولبست الحداد فهددها امير غرناطة أبو سعيد بسبب لبسها الحداد فقالت:
هددوني من أجل لبس الحداد............ لحبيب اردوه لي بالحداد
رحم الله من يجود بدمع.................... أو ينوح على قتيل الأعادي
وسقته بمثل جود يديه..................... احيث أضحى من البلاد، الغوادي
ومن مراثيها فيه:
ولو لم يكن نجما لما كان ناظري................... وقد غبت عنه مظلما بعد نوره
سلام على تلك المحاسن من شج.................... تناءت بنعماه وطيب سروره
ومن ذلك أيضا:
سلوا البارق الخفاق والليل ساكن...................... أظل بأحبائي يذكرني وهنا
لعمري لقد أهدى لقلبي خفقة............................ وأمطرني منهل عارضه الجفنا
·     كانت رخيمة الشعر، رقيقة النظم والنثر، لا يقدر على فك شفرات نظمها سوى النبهاء، تلك هي حفصة ابنة الحاج الركوني، أستاذة نساء دار المنصور بمراكش.
·      كانت ابنة ركونة تجيد العمل الدبلوماسي، وتحسن فن لقاء الملوك، والترغيب في حسن الثناء، وهو ما يترجمه لقاؤها بعبد المومن، لما نهض للجهاد وحل بسلا، قدم عليه هناك وفد الأندلس سنة 553 ھ وفيهم حفصة... وكان يسمع عنها وعما توصف به... فأمر بإحضارها، فقال لها: أنت حفصة الشاعرة؟ فقالت: نعم خادمتك وصلت لتتبرك بغرتك السعيدة.. ودنت فقبلت يده، ثم أنشدته تستدعي منه ظهيرا لموضع، فسئلت عنه فقالت:
"يا سيد الناس يا من يؤمل الناس رفده............أمنن علي، بطرس يكون للدهر، عده
تخط يمناك فيه، الحمد لله وحده"...
وأشارت بذلك إلى العلامة السلطانية عند الموحدين، فإنها كانت أن يكتب السلطان بيده وبخط غليظ في رأس المنشور: الحمد لله وحده.
فأعجب عبد المومن بها ووقع لها بالقرية المعروفة بركونة، وإليها تنسب، فعاشت عيش الملوك، يضيف العباس بن إبراهيم.
لم يفت حفصة ابنة الحاج الركوني، التي خبرت الحياة الدبلوماسية، وأتقنت فن التواصل مع الملوك، أن تنشد نفس الأبيات الشعرية ليعقوب المنصور، «فمن عليها وحرر ما كان لها من ملك»، فقضت بهم الغرضين عند الملكين، مما يعكس حسن ذكاء حفصة وقدرتها على إقناع محاورها.
ذكاء حفصة، ملهمة أحمد بن عبد الملك، كاتب أبو سعيد بن عبد المومن ملك غرناطة، لا يقدر على سبر أغواره إلا النبهاء، فقد طلب منها أحمد بن عبد الملك الاجتماع فماطلته قدر شهرين، فكتب لها:
"يا من أجانب ذكر اسـمه وحبي علامه
ما أن أرى الوعد يقضى والعمر أخشى انصرامه
اليوم أرجوك لا أن تكون لي في القيامة"..
فأجابته:
"يا مدعي في الهوى الحسن والغرام والإمامة
أتى قريضك لكن لم أرض منه نظامه
فالله في كل حين يبدي الحساب انسجامه
والزهر في كل حين يشق عنه كمامه
لو كنت تعرف عذري كففت غرب الملامة"..
ووجهت هذه الأبيات مع  مرسوله بعدما لعنته وسبته، وقالت له لعن الله المرسل والمرسول، فما في جمعكما خير، ولا لي برؤيتكما حاجة، وانصرف بغاية من الخزي، ولما أطل على أحمد بن عبد الملك وهو في قلق لانتظاره قال له: ما وراءك يا عصام؟ قال: ما يكون وراء من وجهه إلى خلف من فاعلة تاركة، اقرأ الأبيات تعلم، فلما قرأ الأبيات، قال للرسول ما أسخف عقلك وأجهلك، إنها وعدتني للقبة التي في جنتي المعروفة بالكمامة، سر بنا فبادروا إلى الكمامة فما كان إلا قليلا وإذا بها قد وصلت، وأراد عتبها فأنشدت: «دعي عد الذنوب إذا التقينا تعالي لا نعد ولا تعدى»..
هكذا كانت حفصة سليلة أشراف غرناطة، تنسج رسائلها المشفرة عبر نسيب رخيم يزيده رقة انطلاقه من ثغر زاهي لا يتحمل ثلاث نقط، كناية على ما عرفت به من الجمال الباهر.
ومما أنشده لها أبو الخطاب في المطرب، قولها:

## وصلات خارجية
- حفصة بنت الحاج على موقع بوابة الشعراء.